# Andrzej Bronisław Kulczycki
Andrzej Bronisław Kulczycki, właśc. Bronisław Kulczycki (ur. 27 listopada 1895 w Tuszkowie, zm. 1978) – major piechoty Wojska Polskiego.

## Życiorys
Andrzej Bronisław Kulczycki urodził się 27 listopada 1895. Był synem Ferdynanda i Marii z domu Pitag.
Po odzyskaniu przez Polskę niepodległości został przyjęty do Wojska Polskiego. Został awansowany na stopień porucznika piechoty ze starszeństwem z dniem 1 października 1922. W latach 20. służył w 2 pułku Strzelców Podhalańskich w Sanoku. Został awansowany na stopień kapitana piechoty ze starszeństwem z dniem 1 lipca 1925. W 1927 zamieszkiwał w Dederkałach. Jako oficer sanockiego 2 psp w 1928 był przydzielony do Korpusu Ochrony Pogranicza. W 1932 był oficerem 10 pułku piechoty w Łowiczu. Sprawował stanowisko dowódcy Szkoły Podchorążych Rezerwy Piechoty w Skierniewicach. Według stanu z marca 1939 w stopniu majora był dowódcą I batalionu 18 pułku piechoty ze Skierniewic.
Po wybuchu II wojny światowej w okresie trwającej kampanii wrześniowej 1939 sprawował stanowisko dowódcy II batalionu 10 pułku piechoty oraz dowódcy batalionu marszowego dla 18 pułku piechoty. Potem został oficerem Polskich Sił Zbrojnych. Był współorganizatorem w obozie „Barbara” w Palestynie i w latach 1942–1945 był pierwszym komendantem Junackiej Szkoły Kadetów dla polskiej młodzieży na obczyźnie.
Zmarł w 1978. Pośmiertnie, 22 grudnia 1997 został uhonorowany tytułem honorowego obywatela Skierniewic.
23 kwietnia 1927 poślubił w Sanoku Sofię Amalię Serwa (ur. 1899, córka Józefa Serwy), a świadkiem na ich ślubie był mjr Kazimierz Galiński, ówczesny dowódca batalionu KOP „Dederkały”. W 1997 jego syn Jerzy Kulczycki opracował Wspomnienia majora Andrzeja Kulczyckiego dowódcy Junackiej Szkoły Kadetów, z pracy w szkole Kadetów, w Palestynie, w latach 1942–1945.

## Ordery i odznaczenia
- Krzyż Walecznych (przed 1923)[5]
- Medal Niepodległości (24 października 1931)[15][8]
- Srebrny Krzyż Zasługi (16 marca 1933)[16]